# 1970
Cette page concerne l'année 1970 (MCMLXX en chiffres romains) du calendrier grégorien.
L'année 1970 est une année commune qui commence un jeudi.

## En bref
- 15 janvier : fin de la guerre du Biafra.
- 5 mars : entrée en application du traité sur la non-prolifération des armes nucléaires, signé le 1er juillet 1968 par Richard Nixon et Léonid Brejnev, mais pas par la France[1].
- 20 mars : la conférence de Niamey (Niger), qui rassemble 21 États, crée l’Agence de coopération culturelle et technique (Agence francophone)[2].
- 22 avril : première célébration  du Jour de la Terre.
- 29 avril : intervention américaine au Cambodge.
- 8-10 septembre : troisième conférence des non-alignés à Lusaka (Zambie)[3].
- 17-27 septembre : Septembre noir.
- 10 décembre : le prix Nobel de la paix est attribué à l’Américain Norman Borlaug[4] ; Louis Néel et Hannes Alfvén partagent le prix Nobel de physique.

## Événements

### Afrique
- 5 janvier : gouvernement Houphouët-Boigny VI en Côte d’Ivoire[5].
- 9 janvier, guerre du Biafra : les troupes nigérianes prennent la capitale du Biafra, Owerri. Le 11 janvier, après la prise de l’aérodrome d’Uli-Ihiala, un cessez-le-feu est signé[6].
- 12 janvier : le Biafra, touché par la famine, doit capituler[6] (officiellement le 15 janvier). La victoire du gouvernement central du Nigeria, opérée sans représailles envers la population Igbo, se concrétise par un renforcement du pouvoir fédéral.
- 30 janvier : coup d’État au Lesotho ; après avoir perdu les élections le 27 janvier, le Premier ministre Joseph Leabua Jonathan décrète l’État d’urgence, suspend la constitution et fait arrêter les leaders de l’opposition. Le 31 janvier, le roi du Lesotho Moshoeshoe II est placé en résidence surveillée et le 3 avril part en exil aux Pays-Bas, pendant que son épouse Mamohato assume la régence[7].

- 26 février : réforme constitutionnelle au Sénégal, adoptée par référendum le 22 février. Un poste de Premier ministre est créé, occupé par Abdou Diouf (fin en 1980)[8].

- 2 mars : proclamation de la République en Rhodésie du Sud[9].
- 26 mars : Bantu Homelands Citizenship Act en Afrique du Sud. Les bantoustans prennent le nom de homelands. Cette loi de 1970 fait perdre la citoyenneté sud-africaine aux noirs[10].
- 28 mars : Ahmadou Ahidjo, seul candidat, est réélu président du Cameroun[11].

- 22 avril : sixième victoire consécutive du parti national aux élections sud-africaines[12] ; John Vorster reste premier ministre d’Afrique du Sud.

- 7 juin : élections législatives camerounaises[13].
- 11 juin : évacuation des bases étrangères en Libye[14].

- 7 juillet : le roi Hassan II annonce la fin de l’état d’exception au Maroc[15].
- 22 juillet : rencontre à Dar-es-Salaam des présidents Nyerere, Kaunda et Obote sur la question de l’Afrique du Sud[16].

- 19 août : réforme agraire en République centrafricaine[17].
- 21-28 août : élections législatives marocaines[18] tenues à la suite de la révision constitutionnelle du 31 juillet[15].

- 14 septembre : accord entre la Libye et la compagnie Occidental Petroleum. Entre septembre et octobre 1970, Kadhafi modifie les termes des contrats passés avec les compagnies pétrolières. Il obtient une hausse des prix, impose un contrôle et une limitation de la production[19].

- Octobre : invoquant des raisons économiques, le président de l’Ouganda Milton Obote fait expulser plus de 30 000 Kényans de son pays[20].
- 26 octobre : début de la construction d’un chemin de fer de Tanzanie en Zambie (Tan-Zam) financé par la Chine communiste (fin en 1975)[21].

- 4 novembre : au cours d’une conférence de presse, le président ivoirien Houphouët-Boigny évoque la tenue d’une conférence au sommet des États africains pour envisager de pratiquer une politique de « dialogue » avec l’Afrique du Sud[14].
- 6 novembre : gouvernement Nouira en Tunisie[22].
- 22 novembre : débarquement en Guinée de 350 mercenaires dont 200 Portugais et une centaine d’opposants guinéens pour renverser le régime de Ahmed Sékou Touré ; l’opération échoue[23].
- 29 novembre : Félix Houphouët-Boigny est réélu président en Côte d’Ivoire[24].

- 3 décembre : création de l’autorité pour le développement intégré de la région du Liptako-Gourma, organisation de coopération sous-régionale groupant la Haute-Volta, du Mali et le Niger, en vue de la mise en valeur des ressources de la région[25].
- 4 décembre : Moshoeshoe II, roi du Lesotho rentre d’exil et retrouve son trône, mais pas ses pouvoirs, dont l’essentiel a été transféré au Premier ministre[7].
- 16 décembre : état d’urgence en Érythrée[14].

### Amérique
- 24 mars : le consul du Paraguay Joaquin Waldemar Sanchez est capturé en plein centre de Buenos Aires par des membres des Forces armées de libération, qui le relâchent cinq jours plus tard[26].
- 19 avril : le conservateur Misael Pastrana, candidat du Front national, remporte l’élection présidentielle en Colombie face au candidat populiste, le général Gustavo Rojas Pinilla. Les partisans de Rojas Pinilla dénoncent une fraude. Le mécontentement populaire est à l’origine du Mouvement du 19 avril, un mouvement de guérilla urbaine fondé en 1974[27].

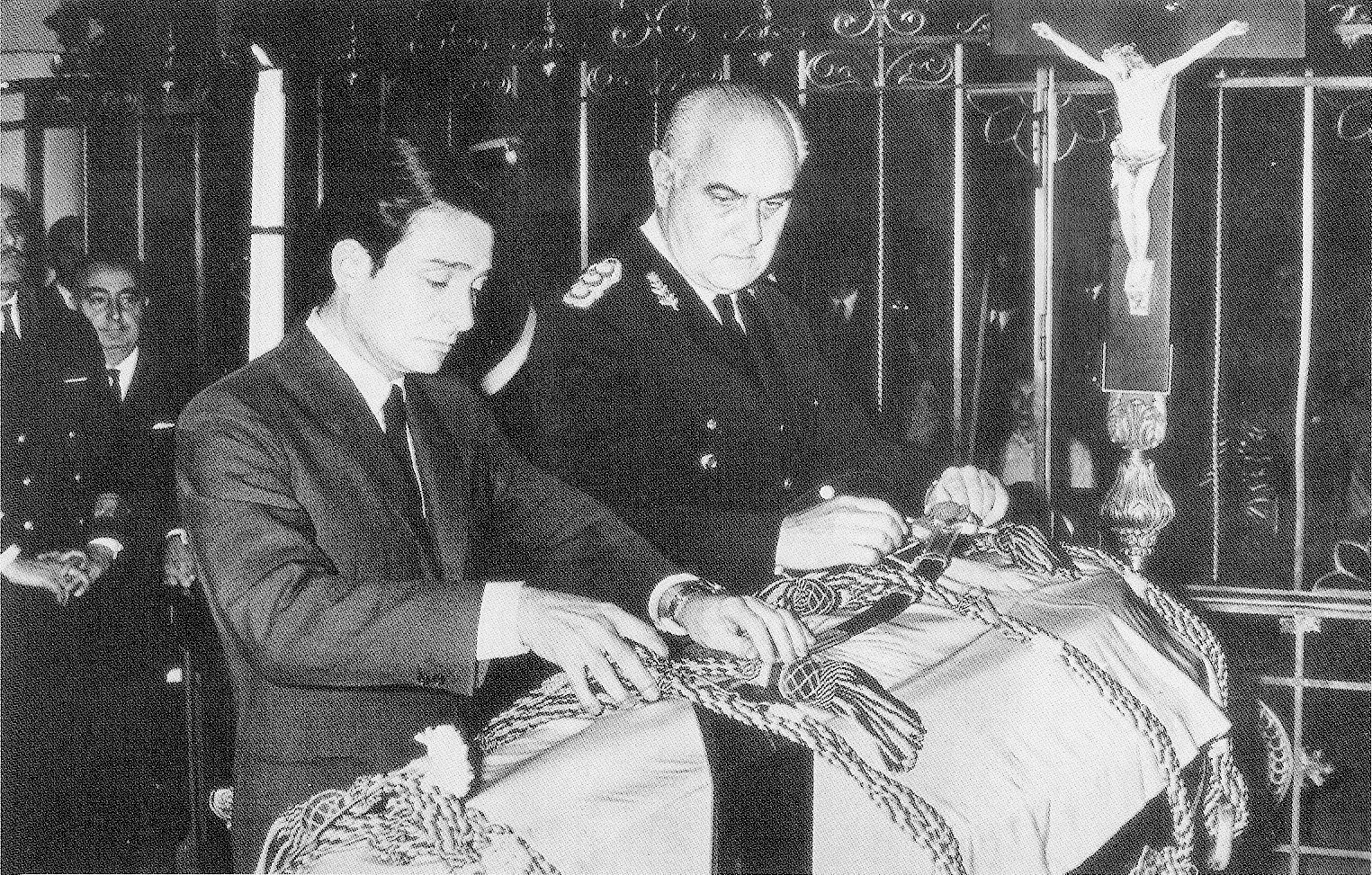
Les obsèques du président Aramburu, exécuté par les Montoneros. Une guérilla urbaine contre la dictature apparait en Argentine autour de trois mouvements : les Forces armées de libération (Fuerzas Armadas de Liberación), l’Armée révolutionnaire du peuple (Ejército Revolucionario del Pueblo, ERP), de tendance trotskiste, et les Montoneros, péronistes.

- 29 mai, Argentine : des Montoneros (péronistes) enlèvent l’ancien président Aramburu, qui avait renversé Juan Perón en 1955 puis l’exécutent le 1er juin après l’avoir traduit devant un tribunal révolutionnaire[28].
- 31 mai : un tremblement de terre de magnitude 7,9 provoque 69 000 victimes à Ancash au Pérou[29].

- 18 juin : le général Roberto Marcelo Levingston est désigné par la junte président de l’Argentine (fin le 25 mars 1971)[30] pour remplacer le dictateur Juan Carlos Onganía.
- 1er juillet : le général Carlos Manuel Arana Osorio prend le pouvoir au Guatemala et dirige une sanglante répression contre les guérillas paysannes.

- 2 juillet : Omar Torrijos promulgue la loi bancaire qui fait de Panama un centre financier d’importance internationale[31].

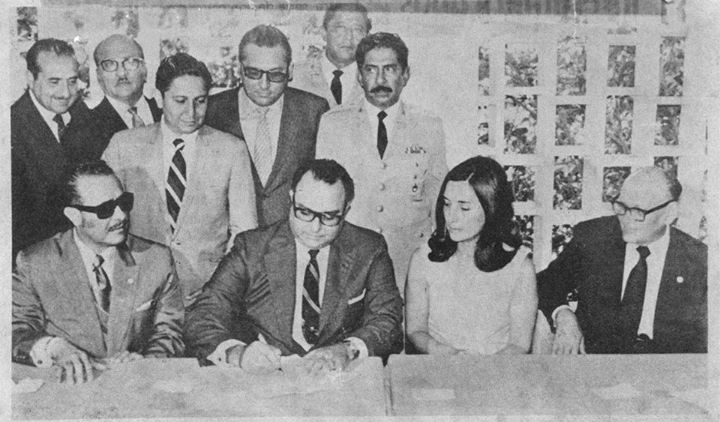
14 juillet : abrogation du traité Bryan-Chamorro.

- 14 juillet : abrogation du traité Bryan-Chamorro (effective le 25 avril 1971)[32].
- 29-30 juillet : création en Argentine de l’Armée révolutionnaire du peuple (Ejército Revolucionario del Pueblo, ERP), au cours du cinquième congrès du Parti révolutionnaire des travailleurs (Partido Revolucionario de los Trabajadores), de tendance trotskiste, pour mener la guérilla urbaine contre la dictature[33].

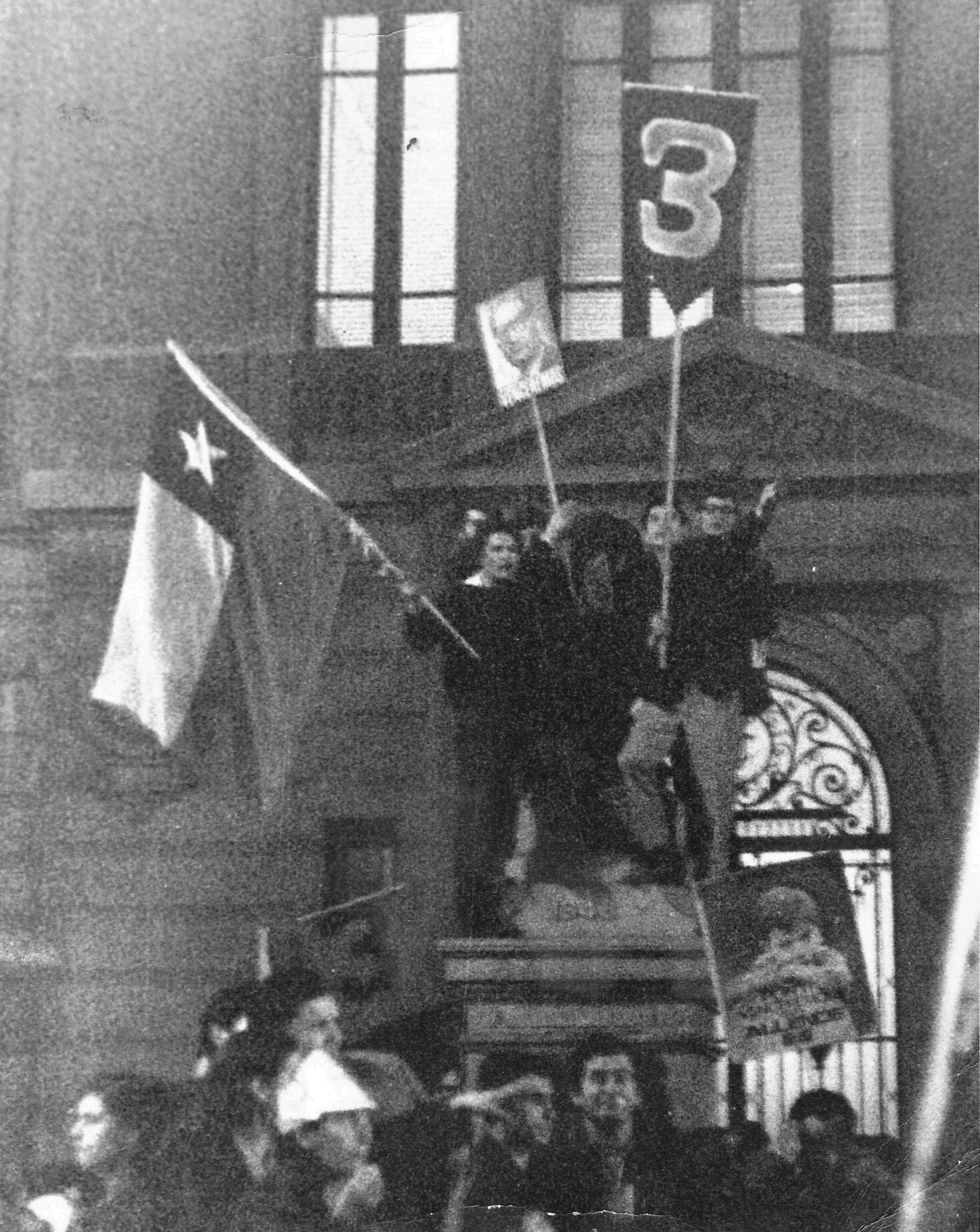
4 septembre : Salvador Allende remporte les élections.

- 4 septembre : Salvador Allende remporte les élections au Chili avec 36,3 % des voix, devant une droite divisée[34].

- 5 octobre : enlèvement à Montréal de l’attaché commercial du Royaume-Uni James Richard Cross par le Front de libération du Québec, suivi le 10 octobre par celui du ministre provincial du travail Pierre Laporte, retrouvé mort sept jours plus tard ; début de la Crise d’Octobre au Québec (fin le 28 décembre)[35].

- 7 octobre, Bolivie : le général Juan José Torres Gonzales arrive au pouvoir par un Coup d’État (fin en août 1971)[36]. Il fait assumer aux militaires la responsabilité révolutionnaire du développement national. Comme son prédécesseur, il s’oppose au libéralisme de Barrientos, procède à des nationalisations (dont celle des biens de la Gulf Petroleum Company) et adopte des mesures favorables aux syndicats. Il rencontre l’opposition de l’oligarchie et les relations avec les États-Unis se dégradent, d’autant plus que le nationalisme d’Ovando et de Torres les pousse à se rapprocher de Cuba[34].

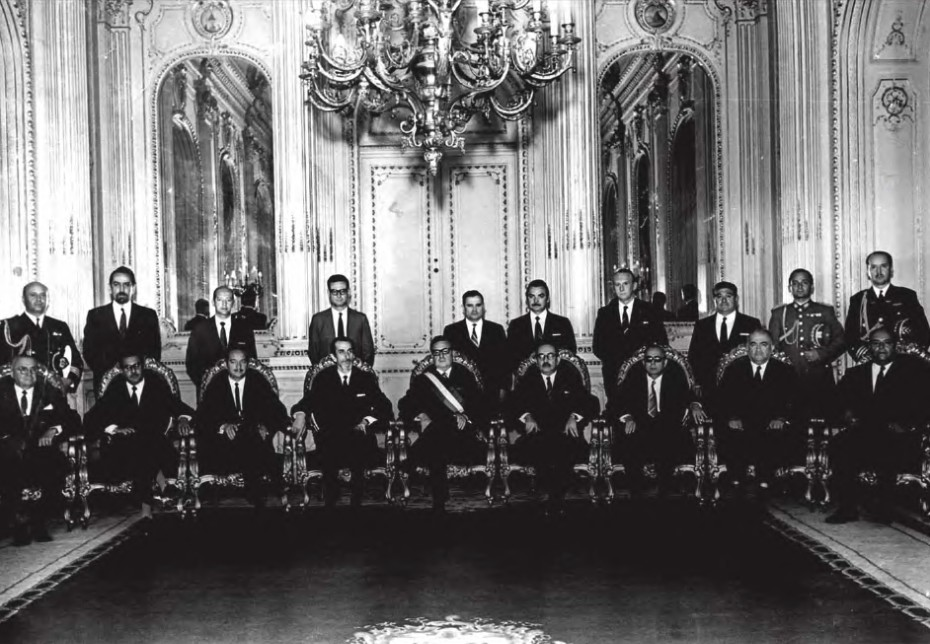
Salvador Allende et son cabinet ministériel en 1970.

- 4 novembre : Salvador Allende entre en fonction comme président du Chili. Son gouvernement de coalition de l’Unité populaire (UP), composé de divers partis de gauche, engage immédiatement des réformes sociales importantes[34]. Des relations diplomatiques sont rétablies avec Cuba (le jour même de l’investiture), la Chine, la RDA et le Nord Viêt Nam.

- 1er décembre : début du mandat de Luis Echeverría, élu président de la république du Mexique le 5 juillet[37]. Il poursuit une stratégie plus équilibrée de croissance économique et introduit des mesures destinées à réduire le contrôle de l’économie par les étrangers et à accroître les exportations. Les liens avec les États-Unis se relâchent et Echeverría négocie des accords économiques avec plusieurs pays d’Amérique latine, avec le Canada et la Communauté européenne ; il négocie également un accord avec le Conseil d’assistance économique mutuelle, parrainé par l’Union soviétique.
- 23 décembre : après quatre années d’emprisonnement, la Bolivie libère le Français Régis Debray, militant d’extrême gauche qui s’était engagé aux côtés du révolutionnaire marxiste Che Guevara[38]. Normalien et auteur de Révolution dans la révolution, il avait été capturé le 25 avril 1967 et condamné à trente ans de prison.
- 31 décembre : décision no 24 de la Communauté andine des Nations (Groupe de Carthagène). Adoption d’un régime commun du traitement des capitaux étrangers et des marques, brevets, licences et redevances[39]. Il s’agit de contrôler les investissements étrangers, synonyme de domination capitaliste imposée de l’extérieur.

### Asie et Pacifique
- 6 janvier : le chef de l’État du royaume du Cambodge, Norodom Sihanouk, qui n’est plus soutenu par l’Union soviétique et menacé par la CIA, se réfugie à Grasse, sur la Côte d’Azur française, officiellement pour raisons médicales[40].

- 11 février : le Japon lance un satellite par ses propres moyens[41] (Ōsumi).

- 11 mars : des manifestations à Phnom Penh contre la présence des communistes vietnamiens au Cambodge tournent à l’émeute ; les immeubles des ambassades du Nord-Viêt Nam et du Vietcong sont pillés. Sihanouk prend l’avion pour Moscou le 13 mars et tente d’obtenir le retrait des troupes nord-vietnamiennes du Cambodge[40].

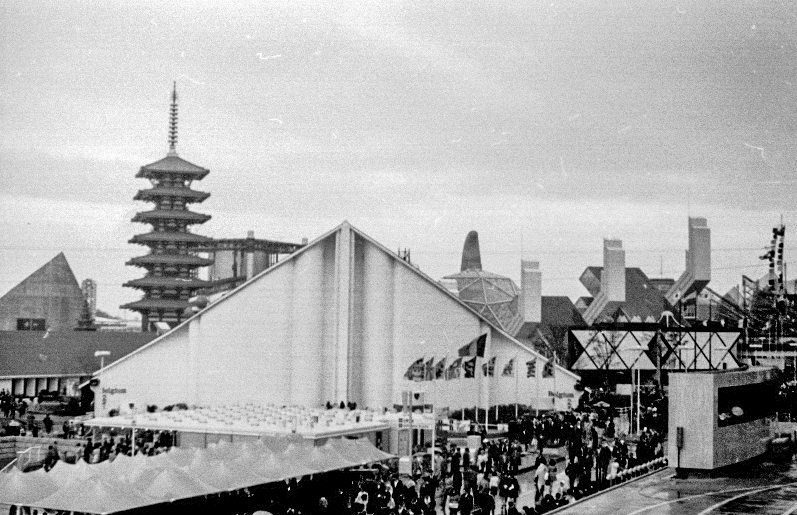
15 mars - 13 septembre : Expo ’70.

- 15 mars - 13 septembre, Japon : exposition universelle d’Osaka (Expo ’70)[42].
- 18 mars : sous la pression du prince Sirik Matak, le général Lon Nol, chef du gouvernement du Cambodge, renverse le roi Norodom Sihanouk, qui aussitôt se rend à Pékin à l’invitation de la Chine communiste[40].

- 23 mars : réfugié à Pékin, Norodom Sihanouk annonce la formation d’un « gouvernement en exil ». Il se range officiellement dans le camp du Nord-Viêt Nam au sein du FUNK (Front uni national du Kampuchéa) et appelle les Cambodgiens à lutter contre l’armée cambodgienne dissidente[43].
- 26 mars : répondant à l’appel de Sihanouk, des milliers de paysans cambodgiens des provinces de l’est du Mékong convergent sur Phnom Penh ; ils sont massacrés le 29 mars par les troupes du gouvernement de Lon Nol, alors que les forces vietcong et nord-vietnamiennes envahissent le Cambodge[44]. En juin, ils contrôlent tout le nord-est, soit environ un tiers du pays[43].

- 24 avril : la république populaire de Chine lance un satellite par ses propres moyens[41] (Dong Fang Hong I).

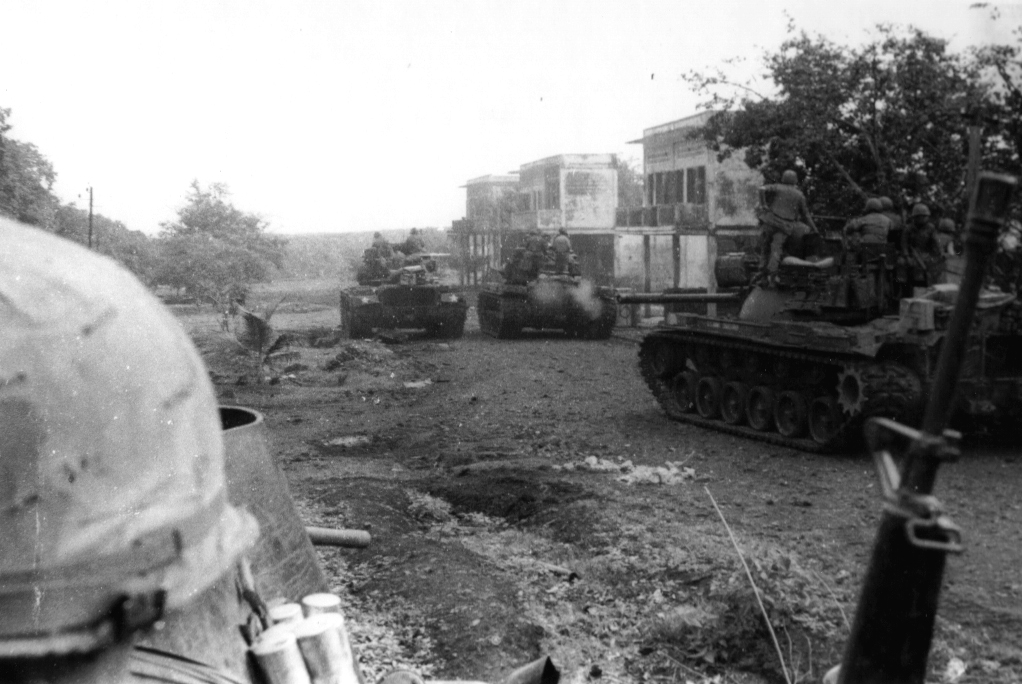
29 avril : intervention américaine au Cambodge.

- 29 avril : intervention américaine et sud-vietnamienne au Cambodge[45] (jusqu’au 29 juin).

- 27 mai : Sirimavo Bandaranaike, veuve de Solomon Bandaranaike, prend la tête d’un gouvernement radical à Ceylan (fin en 1977)[46].

- 4 juin : indépendance des Tonga vis-à-vis du Royaume-Uni[47].
- 10 juin : le secrétaire général de l’ONU U Thant lance un appel pour la sauvegarde du temple et du sanctuaire d’Angkor, où se déroulent des combats[48].
- 22 juin : reconduction du traité de sécurité entre les États-Unis et le Japon[49].

- 1er juillet : retour aux provinces linguistiques au Pakistan occidental (Pendjab, Sind, province de la Frontière-du-Nord-Ouest et Baloutchistan[50].

- 31 août, Malaisie : Abdul Razak élargit la coalition de l’Alliance au pouvoir (qui avait déjà intégré des partis du Sarawak et du Sabah) pour former un Front national, qui regroupe les principaux partis d’opposition au niveau fédéral et au niveau des États. Il annonce une nouvelle politique économique destinée à lutter contre la pauvreté et à améliorer la situation sociale des Malais. En février 1971, le régime parlementaire est restauré[51].

- 9 octobre, Cambodge : proclamation de la République khmère[52]. Ses chefs ne contrôlent que les villes avec l’aide des États-Unis. Les campagnes tombent aux mains des Khmers rouges.
- 10 octobre : indépendance des îles Fidji vis-à-vis du Royaume-Uni. Ratu Sir Kamisese Mara devient Premier ministre des Fidji[53]. Le parti de l’Alliance (composé en majorité d’autochtones fidjiens), dirige l’île jusqu’en 1987.

- 8 - 14 novembre : le cyclone de Bhola fait de 300 000 à 500 000 morts au Pakistan oriental[54].
- 21 novembre : raid de Son Tay au Viêt Nam. Les forces spéciales américaines tentent de libérer des prisonniers américains de la prison de Son Tay au Nord Vietnam à partir de la Thaïlande[55].

- 7 décembre-17 janvier 1971 : premières élections libres au Pakistan. Victoire de la Ligue Awami de Mujibur Rahman, qui réclame l’autonomie du Pakistan oriental[56].
- 20 décembre : émeute de Koza sur l’île d’Okinawa contre la présence américaine au Japon[57].

### Proche-Orient
- 7 janvier-13 avril : Israël déclenche une campagne de bombardements stratégiques sur le territoire égyptien pour détruire les installations militaires et toucher le moral des populations civiles (bombardement des écoles, des usines)[58]. La population fait bloc derrière Nasser. L’Union soviétique adresse un avertissement aux États-Unis : si les bombardements se poursuivent, elle apportera un appui direct à l’Égypte. À partir de mars, les batteries de SAM-3 parviennent à arrêter les raids israéliens en Égypte. Les États-Unis limitent leurs fournitures d’avions à Israël (23 mars)[59]. Le 26 mai, l’État hébreu accepte de négocier sur la base de la résolution 242 et abandonne sa demande préalable de négociations bilatérales directes[60].
- 22 janvier : Nasser se rend à Moscou et demande la livraison massive de batteries de missiles antiaériens SAM-3, qui seront fournies, avec du personnel soviétique et des avions de combat MiG-21[61].

- 11 mars : accord de paix en Irak entre le gouvernement central et les insurgés kurdes ; une large autonomie est accordée aux Kurdes par le pouvoir central baassiste[62].

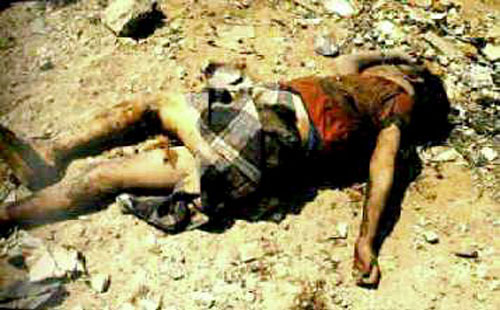
Victime du massacre de Bahr el-Baqar.

- 8 avril : un raid israélien contre le village égyptien de Bahr el-Baqar cause la mort de 47 personnes dont 38 écoliers âgés de huit à douze ans[59].

- 9 mai-12 mai : raid israélien de représailles au Liban-Sud[59].
- 22 mai : le Front populaire de libération de la Palestine-Commandement général attaque un car scolaire israélien sur la route entre le kibboutz Baram et le moshav Avivim qui provoque douze morts, dont huit enfants[63].
- 23 mai : un remaniement ministériel à Sanaa, intégrant des leaders royalistes au gouvernement, consacre la fin de la guerre civile du Yémen du Nord[64].

- 19 juin : William P. Rogers présente un second plan devant l’escalade de la violence entre Israël et l’Égypte. Il propose un cessez-le-feu de trois mois, la reprise de la mission Jarring et l’acceptation par toutes les parties de la résolution 242. Nasser rejette ces propositions puis accepte l’idée d’un cessez-le-feu temporaire lui permettant de renforcer son dispositif aérien et de mettre en œuvre le plan « Granit ». Israël refuse également le plan Rogers. Richard Nixon tente de faire revenir les Israéliens sur leurs positions en promettant la fourniture de nouveaux avions de combat[61].
- 29 juin : l’Égypte achève de mettre en place son dispositif antiaérien sur le canal de Suez. Plusieurs avions israéliens sont abattus et plusieurs pilotes sont faits prisonniers[59].

- 21 juillet : achèvement du haut barrage d’Assouan[65].
- 23 juillet :
  - Nasser accepte publiquement le second plan Rogers, suivi par le roi Hussein de Jordanie (26 juillet) et Israël (31 juillet)[63]. La droite quitte le gouvernement en Israël.
  - l’Arabie saoudite reconnait la république arabe du Yémen[66], suivie par la France (26 juillet) et la Grande- Bretagne (29 juillet)[64].
- 6 et 7 août : Israël puis l’Égypte acceptent un cessez-le-feu pour trois mois. Une zone de 50 km de part et d’autre du canal de Suez est neutralisée[63]. Nasser maintient l’opération « Granit » pour le 7 novembre.

- 6 septembre : triple détournement d’avion par le Front populaire de libération de la Palestine[67].

- 17-27 septembre : Septembre noir. Attaque des camps palestiniens à Amman, Jerash et Irbid par l’armée jordanienne, après la destruction d’avions occidentaux. 5 à 10 000 Palestiniens sont tués[68]. Une partie d’entre eux se réfugie au Liban.
- 23 septembre : Soleimane Frangié (maronite), devient président du Liban[69].
- 27 septembre : accord de cessez-le-feu signé au Caire entre Yasser Arafat et le roi Hussein de Jordanie sous l’égide de Nasser[68].
- 28 septembre : mort du président Nasser. Le numéro deux du régime, Anouar el-Sadate assure l’intérim puis est élu le 15 octobre à la tête de l’Égypte avec 90,04 % des voix (fin en 1981). Il prône l’instauration d’un régime fondé sur la loi, dénonçant à demi-mot l’État policier mis en place par Nasser. Il doit faire face à de nombreuses oppositions dans l’appareil d’État et entend s’appuyer sur une légitimité populaire. Il entre en conflit avec les militaires sur la question de la fin du cessez-le-feu avec Israël qu’il souhaite prolonger[61].

- 13 novembre : Hafez el-Assad, membre du Parti Baas et ancien pilote de chasse, prend le pouvoir en Syrie par la force. Il devient premier ministre et secrétaire général du Parti Baas. Ses principaux adversaires sont arrêtés ou exilés. Le président Noureddine al-Atassi est placé en résidence surveillée, Salah Jedid, le dirigeant du Parti Baas, et Youssef Zouayen sont arrêtés[70]. La police politique est épurée et le nouveau régime mène une politique de libéralisation politique.
- 30 novembre : une nouvelle constitution créée sur le modèle soviétique est adoptée au Sud-Yémen, qui prend le nom de république démocratique populaire du Yémen[71].

- 17 décembre : réponse de Nixon à Golda Meir. Les Américains acceptent de fournir de nouvelles armes à Israël dès le premier semestre 1971. Ils relancent la mission Jarring, et le gouvernement israélien accepte de reprendre les pourparlers le 28 décembre[72]. Ils échouent sur la question des frontières.
- 28 décembre : la première Constitution permanente est promulguée au Nord-Yémen, qui prend le nom de république arabe du Yémen[71].

### Europe

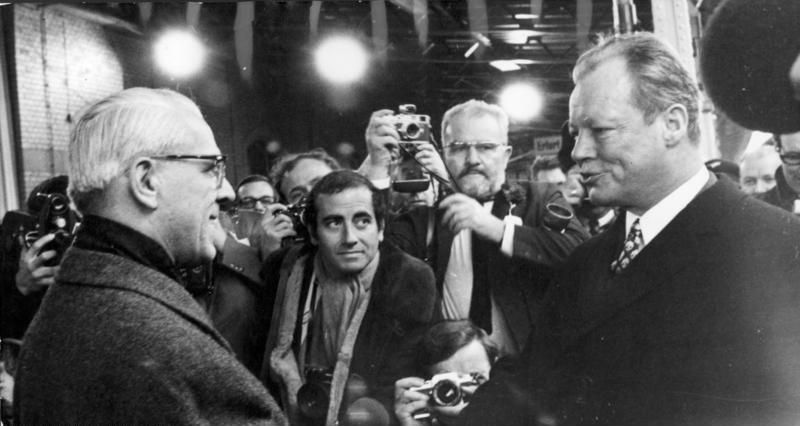
19 mars : Willy Brandt et Willi Stoph à Erfurt.

- 19 mars : la « poignée de main d’Erfurt » entre Willy Brandt et Willi Stoph, ouvre le dialogue entre les deux Allemagnes. Le 21 mai, une autre rencontre historique entre les deux dirigeants a lieu à Cassel[73].

- 29 mai : Equal Pay Act, instituant l’égalité de salaire entre les sexes au Royaume-Uni[74].

- 18 juin : victoire surprise des conservateurs aux législatives au Royaume-Uni[75]. Edward Heath, chef du parti conservateur devient Premier ministre du Royaume-Uni le 19 juin (fin le 4 mars 1974)[76]. Il entreprend une politique d’inspiration néolibérale : réduction des impôts directs, dont la tranche maximale passe de 90 à 75 %, libération du crédit pour relancer la consommation, diminution des dépenses de l’État, arrêt des subventions aux industries en difficulté[77].
- 29 juin : accords commerciaux entre l’Espagne et la CEE[78].

- 27 juillet, Portugal : mort de Salazar[79].

- 12 août : traité de Moscou. Les gouvernements soviétique et ouest-allemand signent un traité rejetant l’usage de la force pour régler les conflits et reconnaissant les frontières existantes de l’Europe, y compris la frontière Oder-Neisse entre l’Allemagne de l’Est et la république populaire de Pologne[73].
- 26-30 août : troisième festival de l’île de Wight[80].

- 20 septembre : élections législatives suédoises ; le Parti social-démocrate d’Olof Palme reste au pouvoir mais perd la majorité absolue[81].

- 15 octobre : détournement du Vol 244 Aeroflot en Union soviétique par les nationalistes lituaniens Pranas Brazinskas et son fils Algirdas[82].
- 26 octobre, Portugal : explosion d’une bombe à bord d’un cargo vide, le Cunene, affecté aux transports de troupes coloniales, première action de l’Acção Revolucionária Armada (pt) (ARA, Action révolutionnaire armée), fondée par le Parti communiste portugais[83].
- 1 novembre : Incendie du 5-7 en France : 146 morts dans cette discothèque située en Isère.

- 4 novembre : le physicien nucléaire dissident Andreï Sakharov fonde en URSS, avec Valery Chalidze et Andrei Tverdokhlebov, le « Comité pour la défense des droits de l’homme »[84].
- 18 novembre : la Pologne et la RFA paraphent un traité reconnaissant l’intangibilité de la ligne Oder-Neisse[73] (signé à Varsovie le 7 décembre). En contrepartie, le gouvernement de Bonn reçoit l’assurance que les résidents polonais de nationalité allemande aspirant à émigrer en Allemagne fédérale seraient autorisés à quitter la Pologne.
- 29 novembre : découverte du cadavre de l’inconnue d’Isdal, Début d’une affaire policière non élucidée en Norvège[85].

- 3 décembre, Espagne : ouverture du procès de Burgos, instruit par un tribunal militaire contre seize militants de l’ETA. Six accusés sont condamnés à mort, puis graciés par Franco le 30 décembre[86].
- 7 décembre : voyage du chancelier allemand Willy Brandt en république populaire de Pologne, venu signer le traité germano-polonais qui reconnait de facto les frontières existantes. Lors de sa visite de la capitale, il s’agenouille devant le mémorial du ghetto de Varsovie[87].

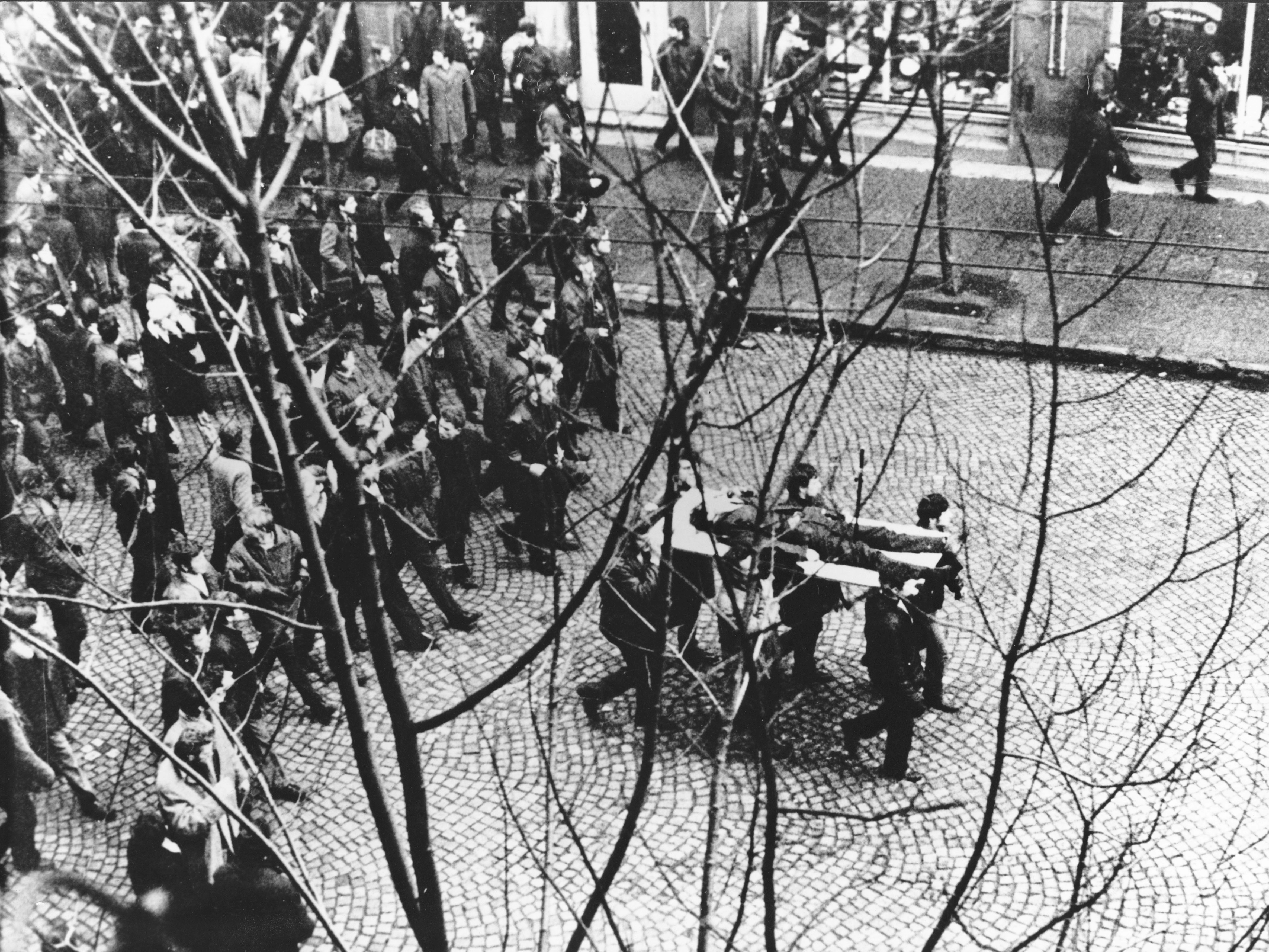
La foule escorte le corps de Zbigniew Godlewski (allias Janek Wiśniewski) tué par les militaires à Gdynia lors d’une manifestation.

- 14 - 21 décembre : troubles ouvriers en Pologne dans les ports. À l’annonce d’une très forte hausse des prix, de véritables révoltes de la faim éclatent à Gdańsk, Gdynia et Szczecin. L’état d’urgence est déclaré pendant une semaine et les manifestations sont sévèrement réprimées[88].
- 20 décembre, Pologne : Władysław Gomułka doit démissionner à la suite des révoltes ouvrières sur la mer Baltique et a des problèmes de santé. Son successeur à la tête du Parti ouvrier unifié polonais, Edward Gierek, prend des mesures efficaces pour améliorer les conditions de vie de polonais (fin en 1980)[88].
- 24 décembre : révision de la constitution de la Belgique ; création des communautés culturelles[89].

## Fondations en 1970
- 18 décembre : fondation d'Airbus SAS

## Décès en 1970

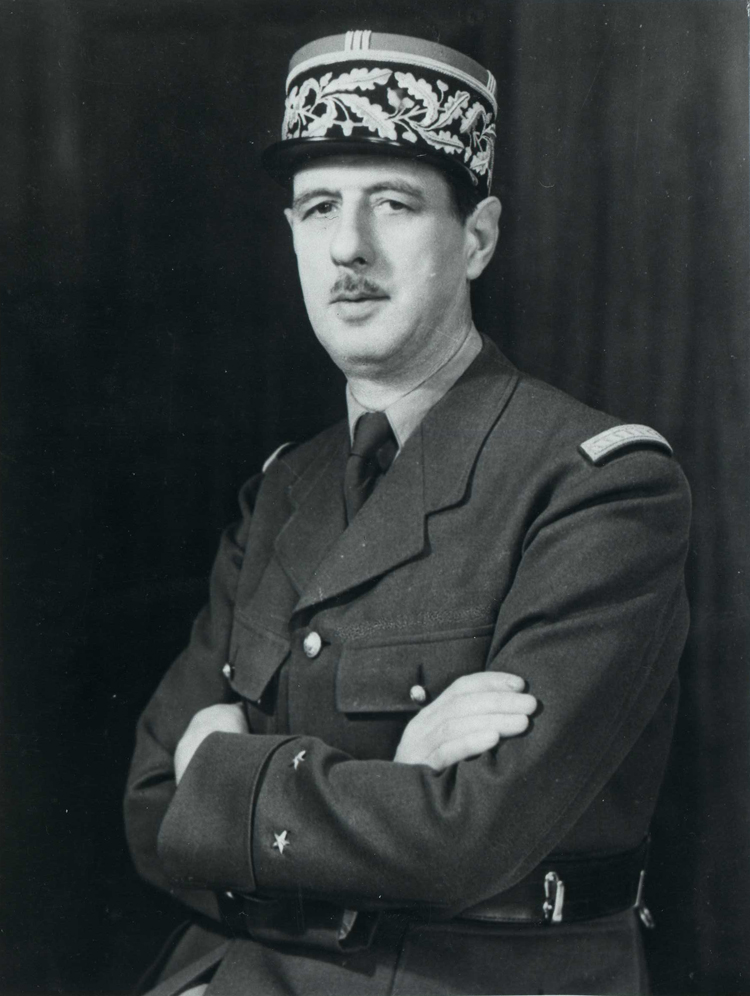
Charles de Gaulle.

Personnalités majeures décédées en 1970

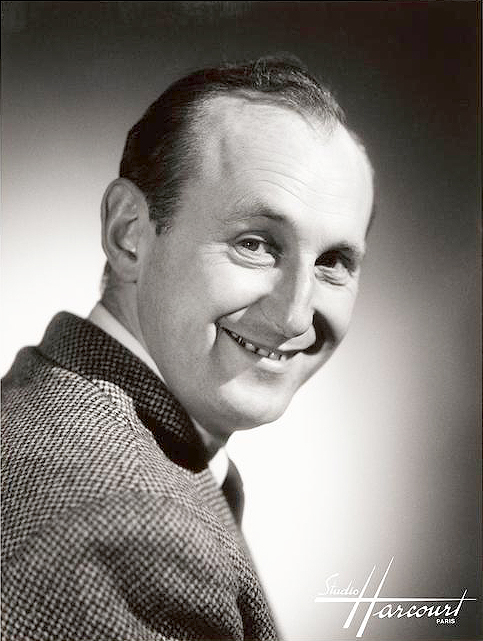
Bourvil

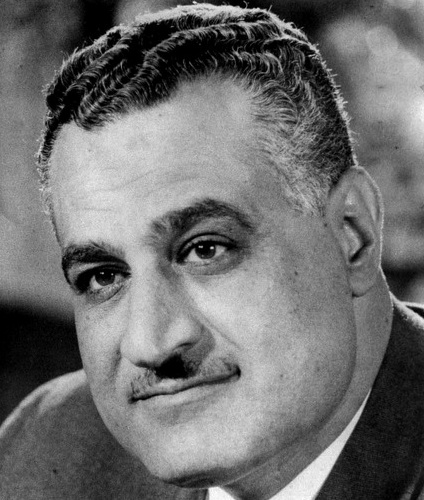
Gamal Abdel Nasser

- 2 février : Bertrand Russell (philosophe et logicien britannique)
- 25 février : Mark Rothko (peintre américain d'origine russe)
- 15 mars : Arthur Adamov (dramaturge français d'origine russe)
- 21 juin : Soekarno (homme politique indonésien)
- 14 juillet : Luis Mariano (chanteur français d'origine espagnole)
- 27 juillet : António de Oliveira Salazar (homme politique portugais)
- 10 août : Bernd Alois Zimmermann (compositeur allemand)
- 1er septembre : François Mauriac (écrivain français)
- 14 septembre : Rudolf Carnap (philosophe américain d'origine allemande)
- 18 septembre : Jimi Hendrix (chanteur et guitariste de rock américain)
- 23 septembre : Bourvil (acteur et chanteur français)
- 28 septembre : Gamal Abdel Nasser (homme politique égyptien)
- 28 septembre : John Dos Passos (écrivain américain)
- 4 octobre : Janis Joplin (chanteuse américaine)
- 9 octobre : Jean Giono (écrivain français)
- 10 octobre : Édouard Daladier (homme politique français)
- 9 novembre : Charles de Gaulle (homme politique et militaire français)
- 25 novembre : Yukio Mishima (écrivain japonais)